# Atelopus eusebiodiazi
Atelopus eusebiodiazi — вид отруйних земноводних родини вид отруйних жаб родини ропухових (Bufonidae).

## Назва
Вид названий на честь перуанського таксидерміста Евсебіо Діаса.

## Поширення
Вид є ендеміком Перу, де зустрічається у регіоні П'юра на висоті 2950 м.

## Спосіб життя
Мешкає в тропічному лісі навколо гори Серро Мажордомо. Жаби були виявлені в лісовій підстилці і у дрібних потічках. Передбачається, що він розмножується у швидких гірських потоках.